# Antenne (følehorn)
 For alternative betydninger, se Antenne. (Se også artikler, som begynder med Antenne)
Antenner bruges af insekter til at lugte og navigere med. Antenner findes hos alle insekter. Nogle arter har meget små antenner, næsten helt usynlige. Andre har store antenner, som kan være udrustet med forskellige udvækster eller lange hår.

## Grundform
Antennerne sidder på hovedet, og har altid to led (scapus og pedicullus) først (nærmest hovedet), disse skiller sig ud fra de andre led i antennen. Derefter følger flere led (postpedicel som i ældre litteratur benævnes flagellum), som kan variere særdeles meget (se billedteksten).

## Mange variationer
På moniliforme antenner er hvert af leddene en smule indsnævret i enden, således at antennen får et lidt savtakket udseende.
Filiforme antenner har led som er lige, symmetriske og ligedannede. Sådanne antenner kaldes trådformede, og kan ligne "perler på en snor". Myg, hvepse, vårfluer og mange andre har trådformede antenner, de er lange og leddene i postpedicelet (fra og med det tredje led) er tydeligt adskilte, ofte lidt flade (skiveformede) runde. Antallet af led varierer. Enkelte parasithvepse har flere end 16 led (ofte langt flere). Enkelte har udvækster eller lange hår på antennerne. Ofte findes dette hos hannerne, og hjælper hannen til at finde hunnen. Disse antenner er meget følsomme overfor lugt (feromon), og hannen kan følge et duftspor over lange afstande.
Antennekølle, findes hos nogen biller, men også på andre insekter. Dette er de sidste led, som er tykkere, udvidede eller har udvækster.

## Antennebørsten
På fluerne er de to første led særprægede indenfor gruppen. Det første af disse er mere eller mindre rundt eller aflangt, noget tykt, med en lidt lang mangeleddet, tynd hårbørste (artista) fæstet lidt foran eller foroven.
Antennebørsten (artista) er en hårlignende udvækst på antennen, den er ikke et hår eller en stiv børste, men et fint mangeleddet organ. Ofte er der små hår eller hårkranse på hvert led. Sådanne antennebørster finder man især på fluer.
Antennen på en flue har de to sædvanlige led først. Derefter kommer et tredje led, som kan have lidt forskellig udformning. Sædvanligvis er det omtrent som på figuren, lidt cylindrisk, aflangt fremover. På dette er det en hårbørste som sædvanligvis er placeret oppe på rygsiden. Denne består af mange, meget små led, og har ofte små hår eller hårkranse på hvert af leddene. Selv om hårbørsten har mange led, regnes disse ikke med til antennens led og man siger, at fluer kun har tre led i antennen.

## Typer af antenner
(Se billeder til højre)
- Øverst – Snudebillen (Curculionidae), sikkert: Otiorhynchus scaber (Linnaeus, 1758), som har et langt antenneskaft, derefter en antennestreng med mange, ganske end led. Yderst en tydelig antennekølle, som er de tre-fire sidste antennelede som er noget større.
- Næstøverst – Bladbillen på billedet har en trådformet antenne, den har ingen antennekølle. De to første led ses her tydeligt.
- Tredjeøverst – Denne Skarabæ har antenner med asymmetriske udvækster. Det er de fire sidste lede som danner den asymmetriske antennekølle. Skarabæer har desuden et langt antenneskaft (det tredje led i antennen).
- Tredjenederst – Denne dagsommerfugl, en netsommerfugl, har tynde, fine antenner, med næsten usynlige led, hvis ikke det havde været for de lyse og mørke bånd. Det sidste led på dagsommerfugle er noget fladt og udvidet, så de har en lille antennekølle. Dette adskiller dagsommerfuglene fra andre sommerfugle.
- Næstnederst – Denne sommerfuglen er en han, eftersom den har fjerformede antenner. Den er sikkert en måler (Geometridae). Antennerne er meget følsomme og hannen kan opspore hunnen på lang afstand.
- Nederst – Denne græshoppe er (formentlig) en nymfe dvs. at den endnu ikke er helt udvokset. Løvgræshopper har meget lange, tynde trådformede antenner, som er længere end kroppen. Alle antenneleddene er ens, bortset fra de to første (nærmest hovedet), disse to første leddene har altid en lidt anden udformning end de resterende led.

## Billeder
- Myrer har et langt antenneskaft, resten af antennen består af korte led. Antennen har en let genkendelig vinkelret bøjning.
- Smælderhannen har store udvækster på antennen. Han kan opspore hunnen ved hjælp af lugt feromoner. Hunnen mangler disse lange udvækster.